# Zdenka Česká
Zdenka Česká, zvaná též Sidonie Česká či Zdeňka z Poděbrad (11. listopadu 1449, Poděbrady – 1. února 1510, hrad Tharandt) byla dcera Jiřího z Poděbrad, která se sňatkem s Albrechtem Saským stala saskou vévodkyní a míšeňskou markraběnkou.

## Život

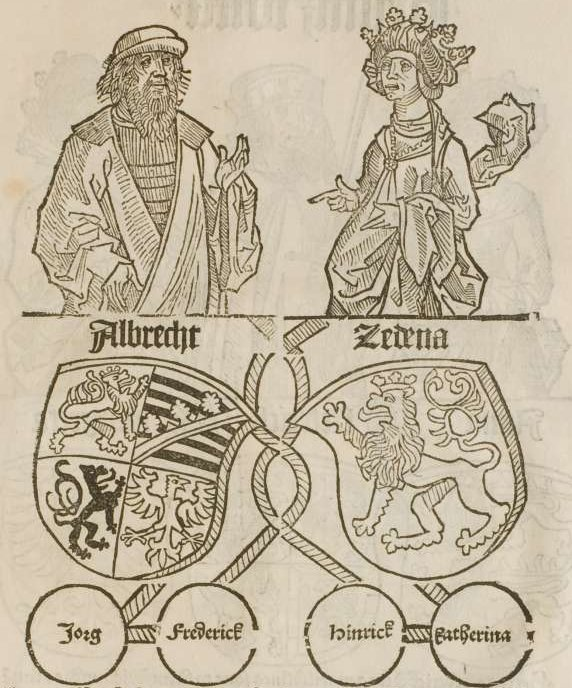
Vyobrazení manželského páru Zdenky a Albrechta (Saská kronika 1492)

Zdenka a její dvojče Kateřina (později manželka Matyáše Korvína) byly posledními dětmi z prvního manželství Jiřího z Poděbrad. Jejich matka, Kunhuta ze Šternberka, krátce po porodu zemřela.
V roce 1454 zasnoubil Zdenku její otec, tehdy zemský správce, Fridrichu Lehnickému; spojení se však neuskutečnilo. Když Jiří již jako český král uzavřel v Chebu 25. dubna 1459 smlouvu mezi Českým královstvím a Saským kurfiřtstvím, která měla pevně stanovit hranice mezi oběma zeměmi, byly dohodnuty i vzájemné sňatky dětí panovníků. Nejmladší Jiříkův syn Hynek byl zasnouben s dcerou Viléma Saského, Zdence byl určen mladší syn saského vévody Fridricha II. Formální sňatek desetileté Zdenky a šestnáctiletého Albrechta se konal 11. listopadu 1459, rovněž v Chebu. Zdenka pak následovala manžela do Míšně (zde byla známa jako Sidonie, příp. Zedena). Manželství bylo naplněno až po pěti letech, 11. května 1464 na hradě Tharandt.
Čtyři měsíce poté Fridrich II. zemřel a saským kurfiřtem se stal Albrechtův bratr Arnošt, ale oba bratři až do roku 1485 společně spravovali své země a žili i s manželkami nejprve v Drážďanech a pak v Míšni, kde přestavovali zdejší hrad na zámek (první evropskou zámeckou stavbu), později pojmenovaný Albrechtsburg. Po smrti krále Jiřího v roce 1471 se Albrecht pokusil získat českou korunu, ale neuspěl.
Zdenka byla velmi zbožná katolička, které se příčilo násilí. Když Albrecht v císařských službách vytáhl do války proti Groningenu a Frísku v Nizozemí a získal i nizozemské místodržitelství, odmítla ho doprovázet a uchýlila se i s dětmi na Albrechtsburg. V roce 1495 založila církevní Svátek Svatého kopí jako připomínku svého zázračného uzdravení (zbavila se žlučových a ledvinových kamenů).
Po manželově smrti při válečném tažení na podzim roku 1500 se stáhla se na své vdovské sídlo na hradě Tharandt, kde strávila zbytek života. Zde také o deset let později zemřela. Pochována byla po Albrechtově boku v katedrále v Míšni.
Na památku jejího ctnostného a zbožného života založilo Saské království v roce 1870 Sidonien-Orden (Zdenčin řád). V Tharandtu je dnes jejím jménem nazvána lékárna, svého času její jméno nesl i pramen kyselky Sidonienquelle a ulice v obci.

## Potomci
Zdenka a Albrecht byli zakladateli tzv. albertinské větve rodu Wettinů. Jejich manželství trvalo 36 let a narodilo se jim 8 dětí, pouze čtyři se však dožily dospělosti:
- Kateřina Saská (1468–1524)
- Jiří Bradatý (1471–1539)
- Jindřich Zbožný (1473–1541)
- Fridrich (1474–1510), velmistr řádu Německých rytířů